# 吉川経世
吉川 経世（きっかわ つねよ）は、戦国時代の武将。安芸国国人・吉川氏の一門で、毛利元就の次男で吉川氏を継いだ吉川元春の家臣となる。子に毛利氏の重臣として山口奉行を務めた市川経好や、元春に仕えた今田経高、吉川経久がいる。

## 生涯
安芸国の国人・吉川国経の子として誕生。
大永2年（1522年）に吉川氏当主である兄・元経、享禄4年（1531年）に父・国経が死去すると、元経の死去に伴って家督を相続した元経の子・興経を一門の重鎮として補佐することとなる。しかし外様である大塩右衛門尉が興経に取り入って権力を濫用するようになり、当主の興経も尼子氏と大内氏の間で離反を繰り返し、吉川家中にも動揺と不満が広がっていくこととなる。
大永5年（1525年）、毛利元就が尼子経久から離反すると、尼子経久は湯原幸清（後の牛尾幸清）と川副久盛に元就の懐柔を命じたが、享禄年間から天文年間の初めにかけて、湯原幸清と川副久盛が連署して吉川氏重臣である経世と森脇祐有に書状を送っており、その書状では、尼子氏としてはこの5、6年の間に聊かも毛利氏に対して粗略にしていないのに何故か敵対的な態度をとられ、自分たちの努力も及ばずに尼子氏と毛利氏の関係が悪化するに至ったのは残念だと述べている。
天文16年（1547年）、経世は吉川氏重鎮としての責任感から大塩を暗殺、老臣の森脇祐有、及び姻戚の毛利氏当主・毛利元就と共謀して興経を隠居させ、吉川氏の血を引く毛利元就の次男の元春を当主に迎えた。これにより吉川氏は毛利氏の家臣団に組み込まれ、吉川元春を当主としてその勢威を中国地方に拡大させることとなった。
永禄9年（1566年）9月29日に死去。

## 系譜
- 父：吉川国経（1443-1531）
- 正室：妙心（?-1567） - 吉川氏一門である境経重（山城守）の娘[1]。永禄10年7月27日（1567年8月31日）に死去[1]。法号は月山照妙心[1]。
  - 長女：兼重元鎮室
  - 長男：市川経好（1520-1584）
  - 次男：今田経高（1525-1604）
  - 三男：吉川経久（?-?）

## 関連作品
- 『毛利元就』（1997年、NHK大河ドラマ、演：大森博）